# Caproventuria hanliniana
Caproventuria hanliniana är en svampart som först beskrevs av U. Braun & Feiler, och fick sitt nu gällande namn av U. Braun 1998. Caproventuria hanliniana ingår i släktet Caproventuria och familjen Venturiaceae.   Inga underarter finns listade i Catalogue of Life.